# A sajt története
Nincs arra perdöntő bizonyíték, hogy a sajt honnan származik, de Európában és a Közel-Keleten a római uralom alatt terjedt el.

## A kezdetek
A valószínűsíthető időpontok az első sajtkészítésre Kr.e. 8000 és Kr.e. 3000 közé tehető (amikor háziasították a juhokat). Az első sajtokat a közel-keleten élő nomádok vagy a Közép-Ázsiában élő nomád türkök készítették. Az állati eredetű bőrtartókban és a felfújt belső szervekből készült tárolókban már az ősidők óta tartottak élelmiszereket.
Valószínű, hogy a sajtot véletlenül fedezték fel, oly módon, hogy az állati gyomorból készült tárolóedénybe rakott tej egy idő után aludttejre és savóra bomlott a rennin miatt. Erről a történetről számos legenda szól. Az egyik szerint a sajtot egy arab nomád fedezte fel: tejjel töltött meg egy nyeregtáskát, hogy azt fogyassza az úton, ameddig keresztüllovagol a sivatagon. Több óra lovaglás után megállt, hogy szomját oltsa, és látta, hogy a tej sápadt vizes folyadékká vált, amelyben szilárd fehér darabokban vált ki a sajt. A nyeregtáska egy fiatal állat gyomrából készült, ez egy megalvasztó enzimet tartalmazott, amit renninként (alvasztóenzim) ismerünk. A tejet valójában a rennin, a forró nap és a ló vágtató mozgásának kombinációja aludttejjé és savóvá választotta el.
Valószínűleg a Közép-Ázsia nomád törzsei találták ki azt, hogy az állati bőrt felhasználták oly módon, hogy állatok hátán szállították a tejet vándorlásaik során (tömlő). A tejcukrok erjedése azt okozta, hogy a tej megalvadt és a lengő mozgás feldarabolta az aludttejet, hogy abból ezután üdítő savóital váljék. Az aludttejet ekkor eltávolították, lecsapolták és sózták, hogy létrehozzanak egy jóízű és tápláló magas fehérjetartalmú ételt, illetve egy szívesen látott kiegészítést a húsfehérjéhez.
A sajtkészítés így fokozatosan fejlődött, ahogyan a készítés módja elterjedt a népek között. Az első volt a folyékony erjesztett tej, mint például a joghurt, kumisz (kancatej) és a kefir.

### Kefír
A kefirt a Kaukázusban a tehéntej erjesztésével állítják elő. A kefir gombája, a Basilius sancaoncián okozza az erjedést. A kaukázusiak a kefirt víz helyett isszák, és élelmiszerként fogyasztják. Az emberek itt 110 éves átlagéletkort érnek meg, és nem ismerik a tuberkulózist, a rákot és nincsenek emésztési zavaraik. A kefir kedvezően befolyásolja a következő betegségek gyógyulását: idegbetegségek. Az álmatlanság gyógyszer beszedése nélkül is megszűnik. Az étvágyat visszaállítja, a depressziót megszünteti. Kelés, fekély, bronchitis, asztma, vérszegénység, kiütés, ekcéma, vérnyomás, hólyaghurut, vese, fertőzés, sárgaság. Gyógyítólag hat még: az emésztőszervek hurutjára, gyomorégésre, ütőér csomósodásra, epepanaszokra, hasmenésre és székrekedésre. Megakadályozza a testben visszamaradt anyagok rothadását. Kedvezően befolyásolja a betegségekből lábadozó állapotát, valamint az anyatejet is pótolja.
A savót akkoriban átlyukasztott cserépedényen keresztül, szőtt nádkosarakon vagy hasonló anyagon keresztül szűrték le.

## A legenda
A legtöbb szakember úgy tartja, hogy sajtot a Közel-Keleten készítettek legelőször. A legkorábbi típus egy olyan fajta aludttej volt, amelyet háziasított állatoktól nyertek. Egy legendás történet is mesél róla, hogy a sajtot egy ismeretlen arab nomád fedezte fel. A legenda úgy szól, hogy tejjel töltött meg egy nyeregtáskát hogy azt fogyassza az úton, ameddig keresztüllovagol a sivatagon. Több óra után lovaglás után megállt, hogy szomját oltsa, és látta, hogy a tej sápadt vizes folyadékká vált amelyben szilárd fehér darabokba vált ki a sajt. A nyeregtáska, egy fiatal állat gyomrából készült, ez egy megalvasztó enzimet tartalmazott, amit renninként (alvasztóenzim) ismerünk. A tejet valójában a rennin a forró nap és a ló vágtató mozgásának kombinációja aludttejjé és savóvá választotta el. A nomád, meglehetősen közönyös volt a műszaki részletek iránt, csak a lényeggel törődött: a savó iható az aludttej pedig ehető.
A zsidók: Bibliai forrásokból megismertük azt amikor Dávid elszökött a Jordán folyón keresztül, őt a kine sajtjával táplálták (tehenek) (2 Samuel 17:29) majd pedig tíz, (feltehetően juh) sajtot vitt ajándékba az ezredesnek. (18 Ezt a tíz sajtot pedig vidd el az ezredesnek, és látogasd meg testvéreidet, hogy jól vannak-é, és hozz tőlük jelt.) (1 Samuel 17:18). A leírások világosan mutatják, hogy létezett egy völgy Jeruzsálem közelében, ahol sajtgyártással foglalkoztak. Magas fokú tudásuk volt a sajtkészítéshez például juh és tehénsajtok, és különleges tejek, amelyekből édesítetlen természetes joghurtot erjesztettek.
Római sajtgyártás: A rómaiak megtanulták a sajtgyártást, és a rájuk jellemző hatékonyságukkal gyorsan művészetté fejlesztették, valamint ezt meg is jelenítették képzőművészetben is. A sajtgyártás elméleti és gyakorlati tudással késszé vált, és elért egy magas szintet. Ekkorra az érő eljárást fejlesztették és ismert volt, hogy a különféle bánásmódok és feltételek a raktározás alatt különböző ízekkel és jellemvonásokkal bíró sajtféleségeket eredményeztek. A nagyobb római házaknak volt egy különálló sajtkonyhájuk, (feltételrendszer a gyártáshoz) és olyan speciális módszer, amellyel sajtot tudtak érlelni. Nagyvárosokban a házi sajtot elvitték egy különleges központba ahol megfüstölték. Az írásos anyag világosan megmutatja, hogy a rómaiak milyen komolyan befolyásolták a sajtkészítés művészetét.
Homérosz Kr.e. 1184-ben említi azt, hogy készítettek sajtot Görögország hegyi barlangjaiban a juhok és kecskék tejéből. Valójában egy változatosságnak kikiáltott Cynthost csináltak és eladták a görögök a rómaiaknak. Ez a mai fetasajt őse.
Arisztotelész i.e. 384–322, egy olyan sajttal kapcsolatban tett megjegyzést, ami kanca tejéből készült (az orosz kumisz szintén kancától származó tej és azért erjesztik meg, hogy akár 3%-os alkoholos tartalmat nyújtson).
Varro ca. 127, megjegyezte a különbséget a sajtokban, amelyek különböző helyekről származtak, és véleményt mondott az emészthetőséggel kapcsolatban. Ekkorra az oltó használata természetessé vált, lévén hogy a sajtgyár a több fajta aludttej kezelése fölött sokkal nagyobb irányítással bírt. A sajt elkezdett kereskedelmi méretekben megjelenni a piacokon.
Columella ca. 50-ben, arról írt, hogyan lehet sajtot csinálni, meglehetős részletességgel. A skót sajtgyártók ma tökéletes technológiával bírnak, amely hagyományos formájában tulajdonképpen 1900 óta létezik.
I. sz. 300-ig a Rómaiak rendszeresen exportáltak más országokba a mediterrán tengerpart mentén. A kereskedelem gyorsan fejlődött, ami a császárnak, Diocletianusnak ötletet adott, hogyan tudja a maximális árat kihozni a sajtokból. Kitalálta, hogy sajtok tartalmazzanak almát, és füstöljék fel őket, ami nagyon népszerű a rómaiak körében. Egy másik sajtot lebélyegeztek és eladtak La Luna védjegye alatt, és mondják, hogy a mai Parmesannak ez volt az előfutára. Ezt a sajtot először i. sz. 1579-ben nevezték hivatalosan is Parmesannak.
Így a római szaktudás elterjedt Európán keresztül arrafelé, amerre a birodalmuk terjedt. A módszerek a földbirtokosokkal és római farmerekkel egyetértésben megmaradtak, és a sajtfogyasztás kultúrája beszivárgott a helyi populációba. A római katonák, akik befejezték a katonai szolgálatukat és beházasodtak a helyi lakosság közé, a birtokaikon állatokat tenyésztettek, és a tejfeldolgozással, sajtkészítéssel kapcsolatos szakértelmüket továbbadták másoknak is.
Az első elkészítési módok szerint aludttejet eltávolították, lecsapolták és sózták hogy létrehozzanak egy jóízű és tápláló magas fehérje-ételt, illetve egy szívesen látott kiegészítést a húsfehérjéhez. A sajtkészítés fokozatosan fejlődött ahogyan a készítés módja elterjedt a népek között. Az első volt a folyékony erjesztett tej, mint például a joghurt, koumiss (kancatej) és a kefir.

## Az európai sajt
A római birodalom összeomlásával i. sz. 410 körül a sajtkészítés a mediterrán térségen, az Adriai-tengeren keresztül terjedt lassan Dél-Európa és Közép-Európa felé. Azok a települések, ahova eljutott a sajtgyártás tudománya, a saját állattartási és éghajlati viszonyaikra alakították át a technológiát, többek között a sajtfélék ezerszínűsége is ennek köszönhető. Ahol fejlett volt a sajtgyártás, a hegyes területeken használták a kecskék és a juh tejét is.
A Helvéciaiak (Svájc, Alpok) különlegesen magas szintre emelték az egyéni sajtféleségek gyártását, saját jól átgondolt technológiává fejlesztve a kapott tudásanyagot, sokféle saját különlegességet hoztak létre. Annyira sikeresek voltak a sajtfeldolgozás területén, hogy egy időben az összes Emmentaler sajtjuk exportját betiltották.. Közép és Kelet-Európában a háború és invázió századain keresztül az emberek vándoroltak, ez elkerülhetetlenül a középkorig lelassította a sajtgyártás fejlődését. A termelést korlátozták azokra a távolibb hegyes területekre, ahol az élelmes sajtgyártók egyszerűen titokban tartották az alkalmazott módszereket, és saját gyártmányaikat szállították a piacokra.
Európa termékeny mélyföldjeiben a mezőgazdaság és tejtermelés, a fejlesztés során szabvány lett, és ezekből alakultak ki a mai hagyományos európai sajtfélék. Ezen felül a sajtok országokhoz kötődő fejlesztése mint például Edámi és Gouda Hollandiában. Ezt nagyon másolták másutt sokféle hasonló néven, mint például Tybo és Fynbo a súllyal nyomtatott sajt, viszonylag kicsi méretben, ezt sóval és sós vízzel kezelték. Ennek kereslete az idők folyamán megnőtt, mivel a raktározásban csökkent a nedvességtartalom-vesztés, és bizonyította mindkettő piacképességét és könnyű szállíthatóságát (tartós minőség).
Franciaország a gazdag mezőgazdasági területeken fejlesztett többféle sajtot délen és nyugaton. Az évszakonként megjelenő puha friss sajtot jobban szerették a déli területeken, mint a kemény nyomtatottat. A nyomtatott sajt úgy tűnik, másodlagos szerepet játszott. Bizonyos mértékig ez visszatükrözi a nemzet latin kultúráját miközben tükrözi a sajttípusokat, amiket termeltek mediterrán területeken, megkülönböztethetően a nyomtatott sajtoktól, amelyeket Európa északi régióiban gyártottak inkább, köszönhetően annak, hogy ezeket egyszerűbb volt raktározni és szállítani is a hidegebb évszakokban.

## Középkor
A középkor folyamán a szerzetesek újítók és fejlesztők lettek, nagy rajongói és mecénásai a sajtoknak ezért a sajt klasszikus variációi közül sokat nekik köszönhetünk azokból, amelyekből ma a piacon válogathatunk. A reneszánsz időszak alatt a sajt népszerűségben csökkent kissé, mivel egészségtelennek tekintették. Ez a tévhit a tizenkilencedik század elejéig tartott, majd gyorsan újra közkedveltté vált, azonban ebben az időszakban költözött a sajtgyártás jelentős része a mezőgazdasági kisüzemekből a gyárakba.
A Római Birodalom folyamatos hanyatlásával, majd bukásával a sajt története csak tovább színesedett. A sajtkészítést az országok kisajátították és saját célokra fejlesztették tovább. Ám ezek a fejlesztések lassan és nehézkesen haladtak. A reneszánsz időszak alatt a sajt népszerűségben csökkent kissé, mivel egészségtelennek tekintették. A legtöbb sajt, amelyet ma is ismerünk a késő középkorban vagy még később alakult ki, pl.: 
- Gorgonzola (879)
- Roquefort (1070)
- Grana (1200)
- Cheddar (1500)
- Parmezán (1579)
- Gouda (1679)
- Gloucester (1679)
- Stilton (1785)
- Camembert (1791)

Az első ipari termelésre kialakított gyár 1815-ben, Svájcban indult be, de először az Egyesült Államokban vált sikeressé ez a termelési módszer. Az első ilyen termelő az Egyesült Államokban Jesse Williams olasz származású tejtermelő, aki 1851-ben a saját farmján kezdett futószalagos termelésbe. Évtizedeken belül több száz ilyen „gyár” jött létre.
A gyári készítésű sajtok a második világháborúban élték fénykorukat. Manapság az amerikaiak több ömlesztett sajtot vesznek, mint gyári készítésűt.

## Fordítás
- Ez a szócikk részben vagy egészben  a   Cheese című angol Wikipédia-szócikk fordításán alapul.  Az eredeti cikk szerkesztőit annak laptörténete sorolja fel. Ez a jelzés csupán a megfogalmazás eredetét és a szerzői jogokat jelzi, nem szolgál a cikkben szereplő információk forrásmegjelöléseként.